# Дионисий (Котакис)
Митрополи́т Диони́сий (греч. Μητροπολίτης Διονύσιος, в миру Дими́триос Кота́кис, греч. Δημητριος Κωτάκης; ок. 1790 — 22 август 1877) — епископ Константинопольской православной церкви, митрополит Никомидийский.

## Биография
Родился около 1790 года в деревне Месарья на острове Андрос, на тот момент бывшем в составе Османской империи. Его Брат Авраамий стал епископом Тримифунтским, а его брат Леонтий был диаконом патриарха Григория V, казнённого в 1821 году.
Принял монашество с именем Дионисий в монастыре Живоносного источника в Андросе, где был рукоположен в сан диакона. В 1807—1817 годы служил диаконом митрополита Прусского Иоанникия. Позже последовал за ним в его управлении в Тырнове.
В начале греческого восстания (1821) находился в Константинополе, откуда бежал по причине резни греческого населения и иерархов устроенных турками. В начале 1826 года был избран и рукоположен в сан митрополита Силиврийского.
В июле 1826 года был избран митрополитом Амассийским. В январе 1827 года уволен на покой. В ноябре 1830 года во второй раз был избран митрополитом Амасийским. В сентябре 1835 года вновь уволен на покой после проверки.
В феврале 1840 года был избран митрополитом Никомидийским. В последние годы своей жизни он жил на острове Халки, где умер 22 августа 1877 года.